# (5891) Gehrig
Pour les articles homonymes, voir Gehrig.
(5891) Gehrig est un astéroïde de la ceinture principale.

## Description
(5891) Gehrig est un astéroïde de la ceinture principale. Il fut découvert le 22 septembre 1981 à l'Observatoire Kleť par Antonín Mrkos. Il présente une orbite caractérisée par un demi-grand axe de 2,43 UA, une excentricité de 0,13 et une inclinaison de 3,3° par rapport à l'écliptique.

## Compléments